# Anna Rosbach Andersen

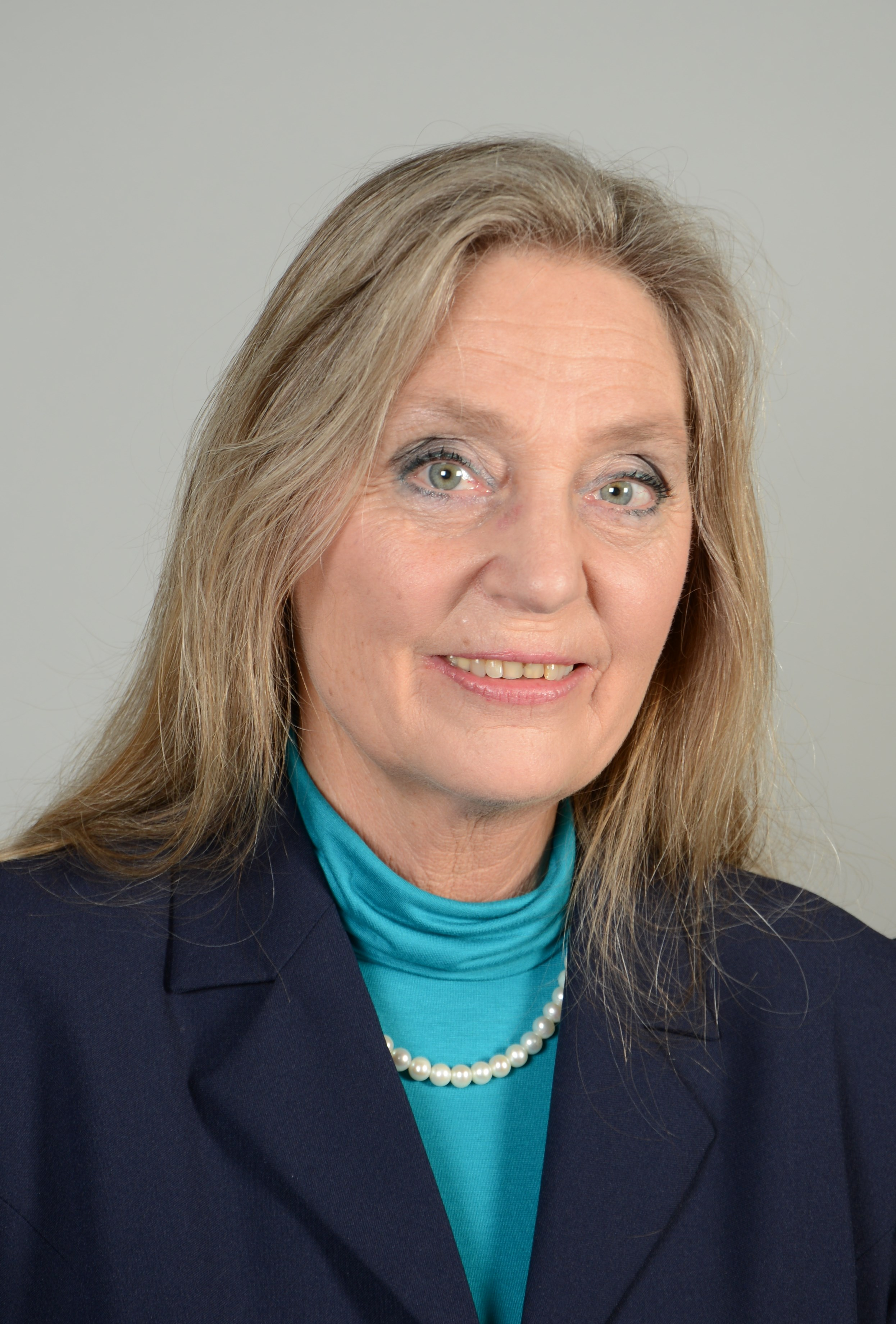
Anna Rosbach

Anna Rosbach Andersen (Gladsaxe, 2 februari 1947) is een Deens politica. Ze was tussen 2009 en 2014 lid van het Europees Parlement.

## Biografie
Anna Rosbach werkte als koordirigent en zangdocent en was aanvankelijk lid van de rechts-populistische Dansk Folkeparti (DF). In 2000 werd ze kantoormanager voor de fractie Unie voor een Europa van Nationale Staten, waartoe de DF behoorde. Zij was ook een medewerker van DF-Europarlementariër Mogens Camre.
Nadat ze bij de Europese Parlementsverkiezingen van 2004 voor de eerste keer tevergeefs kandidaat was voor het Europees Parlement, werd Rosbach in 2005 verkozen in de regionale raad van de Deense regio Hoofdstad. Bij de Europese Parlementsverkiezingen van 2009 stond ze (achter de belangrijkste kandidaat Morten Messerschmidt) op de tweede positie  op de lijst van de Dansk Folkeparti en werd ze verkozen in het Europees Parlement. Toen de fractie van de Unie voor een Europa van Nationale Staten na de verkiezingen uiteen viel, trad de Dansk Folkeparti toe tot de fractie Europa van Vrijheid en Democratie (EFD). Rosbach was lid van de commissie Milieubeheer, Volksgezondheid en Voedselveiligheid.
Op 8 maart 2011 stapte Rosbach onverwachts uit de Dansk Folkeparti en verliet ze de EFD. Ze verklaarde al geruime tijd ontevreden te zijn geweest met de politieke lijn en de retoriek van haar partij. Vervolgens diende ze als onafhankelijk lid van de fractie Europese Conservatieven en Hervormers, tot ze in maart 2014 toetrad tot de groene partij Fokus. Rosbach stelde zich niet herkiesbaar bij de Europese Parlementsverkiezingen van 2014.